# Sve su se moje cure udale
Sve su se moje cure udale šesti je album sastava Valentino iz 2001. godine. Ujedno je prvi album grupe koji je objavljen nakon ratova 1990-ih.
Album sadrži 11 pjesama, od kojih su hitovi "Kad se spuste zavjese", "Odlazim, korak naprijed, nazad dva", "Boja tvojih usana" i druge.

## Pozadina
Za vrijeme rata u Bosni i Hercegovini objavljeno je nekoliko kompilacija, kao i demo album nazvan Moja kuća putujuća. Zijo je tada putovao svijetom i surađivao sa stranim glazbenicima.
Početkom 2000-ih Zijo, glavni član sastava, preselio se u Rijeku.

## Album
Album je sniman u razdoblju od 1998. do 2001. godine uz Nikšu Bratoša kao producenta. Album sadrži elemente glazbe iz 1980-ih kao i britpopa.
Album su pratili spotovi za pjesme "Kad se spuste zavjese", "Odlazim, korak naprijed, nazad dva", "Upomoć" i "Boja tvojih usana". Sve spotove režirala je Katja Restović.